# Kingdome
Il King County Multipurpose Domed Stadium, abbreviato comunemente come Kingdome, era un impianto sportivo polivalente situato a Seattle nello stato di Washington, Stati Uniti.
Aperto ufficialmente nel 1976, ha ospitato le partite in casa di diverse squadre di varie discipline sportive:
- Seattle Seahawks (1976-2000)
- Seattle Sounders (1976-1983)
- Seattle Mariners (1977-1999)[1]
- Seattle SuperSonics (1978-1986)

## Capienza
Di seguito viene riportata la capienza dello stadio per ogni esigenza e durante i rispettivi anni:
Baseball
- 59,059 (1976-1980)
- 59,438 (1981-1987)
- 58,850 (1988-1990)
- 57,748 (1991-1993)
- 59,166 (1994-1999)

Football
- 64,752 (1976-1979)
- 64,759 (1980-1983)
- 64,984 (1984-1992)
- 66,400 (1993-2000)

Basket
- 40,192

## Demolizione

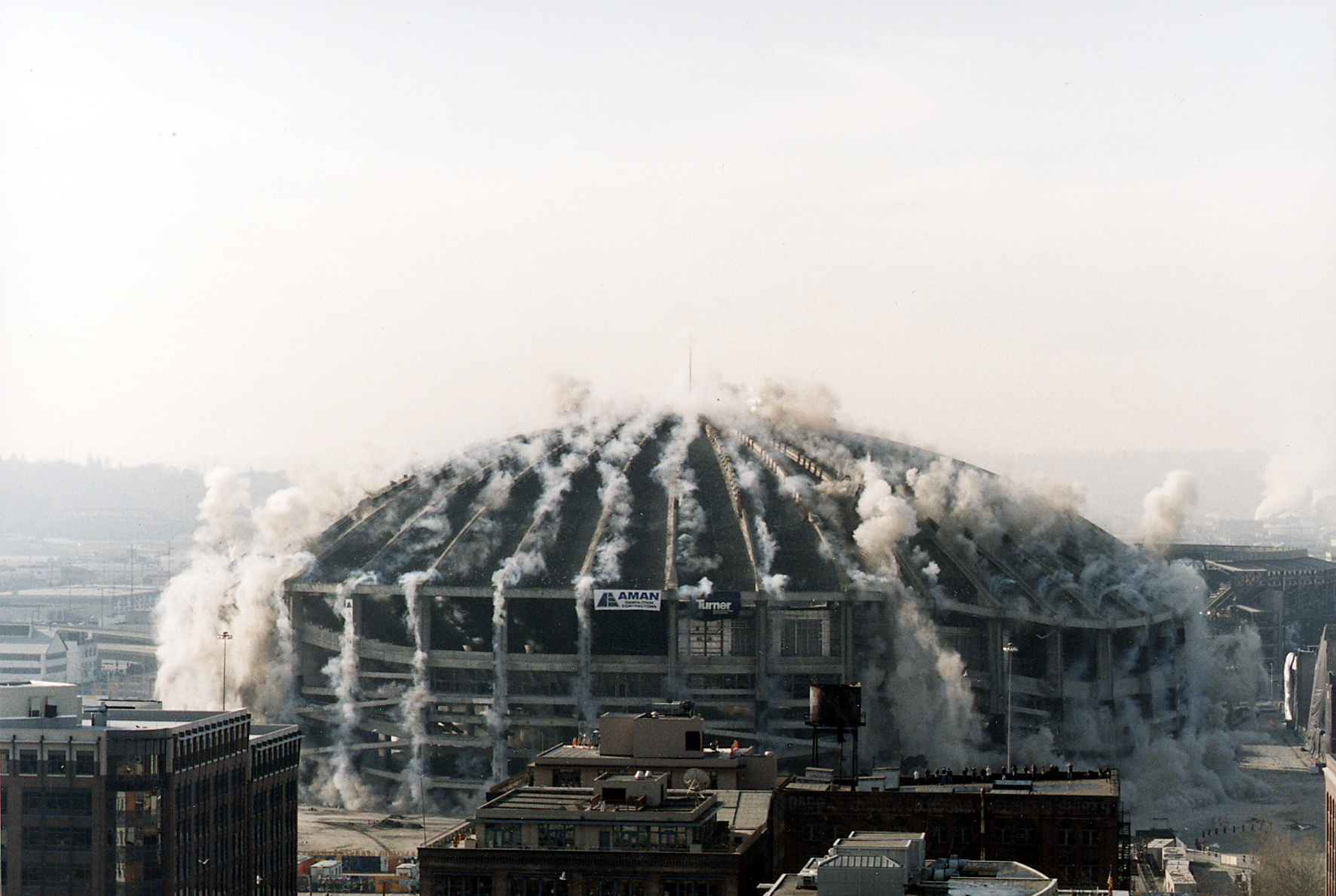
L'implosione del Kingdome avvenuta il 26 marzo del 2000.

Lo stadio è stato demolito il 26 marzo del 2000 dalla società Controlled Demolition, Inc. attraverso un'implosione. Questa operazione ha stabilito il record mondiale dell'epoca per la più grossa implosione, in termini volumetrici, mai eseguita su un edificio. È stato anche il primo evento ad essere trasmesso dal vivo dall'emittente televisiva ESPN Classic.

## Impianti sostitutivi
Dopo la demolizione sono state costruite due nuove strutture per ospitare le squadre professionistiche della città. Nel 1999 è stato inaugurato il Safeco Field (stadio di baseball che ospita i Seattle Mariners della Major League Baseball) costruito a pochi metri dal Kingdome mentre nel 2000 è sorto il CenturyLink Field (casa dei Seattle Seahawks della National Football League e dei Seattle Sounders FC della Major League Soccer) nel sito precedentemente occupato dall'impianto.